# Étienne Jean-François Cordellier-Delanoüe
Pour les articles homonymes, voir Cordellier et Delanoue.
Étienne Jean-François Cordellier-Delanoüe, né le 29 avril 1767 à Faremoutiers, mort le 10 juillet 1845 à Paris, est un général français de la Révolution et de l’Empire.
Pendant la guerre de Vendée, les troupes sous son commandement se distinguent par leurs violences et atrocités, au point d'exterminer des populations entières, massacrant indistinctement habitants royalistes et républicains.

## Biographie
Fils d'un notaire, il s'engage au régiment d'infanterie de Bourbonnais, où il sert du 5 février 1785 au 10 novembre 1788. Capitaine de la garde nationale en juillet 1789 puis à la 7e compagnie du 2e bataillon de volontaires de Seine-et-Marne le 11 septembre 1791, il devient lieutenant-colonel de ce même bataillon le 30 avril 1792
Lieutenant-colonel en premier le 15 mai 1793, il sert à Arlon le 9 juin. Élevé au grade de général de brigade le 3 septembre 1793, il est affecté à l'armée des Ardennes, où il reste jusqu'au 28 novembre suivant. Elevé au grade de général de division le 1er octobre, il passe à l'armée de l'Ouest,,.
Arrivé à Saumur le 29 novembre puis à Angers le 1er janvier 1794, il est placé à la tête de la 5e division, qui forme la neuvième colonne infernale, sous le commandement de Turreau, en janvier-mars 1794. Ce dernier lui remet ses instructions le 17 janvier, et il prend le commandement de ses troupes, stationnées à Brissac, deux jours plus tard. Il ne dispose alors que de 1 870 hommes sous les armes. Sa colonne perpétue de nombreux massacres dans le bocage vendéen, dont celui des Lucs-sur-Boulogne. Le 13 mai de la même année, il est suspendu, poursuivi et emprisonné.
Amnistié avec plusieurs de ses collègues, il est relevé de sa suspension le 19 juillet 1795, mais sans réintégration. Bien qu'il se soit toujours défendu d'avoir été l'ami de Jean-Baptiste Carrier, il n'obtient, jusqu'à la fin de sa carrière, que des emplois « momentanés et très inférieurs », selon Charles-Louis Chassin. 
Il est admis à la retraite le 15 novembre 1797, il reprend deux ans plus tard, chargé avec le titre de chef de bataillon de conduire à l'armée du Rhin le 12e détachement des conscrits de Seine-et-Marne le 7 juin 1799 puis employé comme général de division à l'armée d'Helvétie le 11 juillet 1799, avant d'être réformé le 29 mai 1800. Il est finalement réadmis à la retraite le 5 octobre 1812, avec une solde de 3 000 francs, sans décoration. Il n'en demeure pas moins en activité jusqu'en 1814. En effet, le général Paultre de Lamotte le charge d'organiser la levée en masse dans l'arrondissement d'Épernay à la fin de 1813 ; puis il commande du 2 janvier au 5 février 1814, le dépôt d'officiers espagnols établi à Sézanne,,.
En mars 1817, détenu pour dettes à la prison de Sainte-Pélagie, il écrit au ministre de la guerre pour réclamer un secours.
Il est le père du poète et dramaturge Étienne Casimir Hippolyte Cordellier-Delanoue.

## Publication
- Réponse du cen. Cordellier le jeune, électeur scissionnaire du département de Seine-et-Marne en l'an VI, et nommé par la scission électorale l'un des membres de l'administration centrale dudit département à un imprimé anonyme ayant pour titre : « Réfutation d'un libelle distribué au Corps législatif, etc. », Paris, imprimerie de la compagnie Garcin, 1799, 11 p.

## Sources partielles
- Georges Six, Dictionnaire biographique des généraux & amiraux français de la Révolution et de l'Empire, G. Saffroy, 1934, p. 263
- Correspondance générale de Carnot, avec des notes historiques et biographiques (éditée par Étienne Charavay), Paris, Imprimerie nationale, 1892-1907, 4 vol.